# Orange de chrome

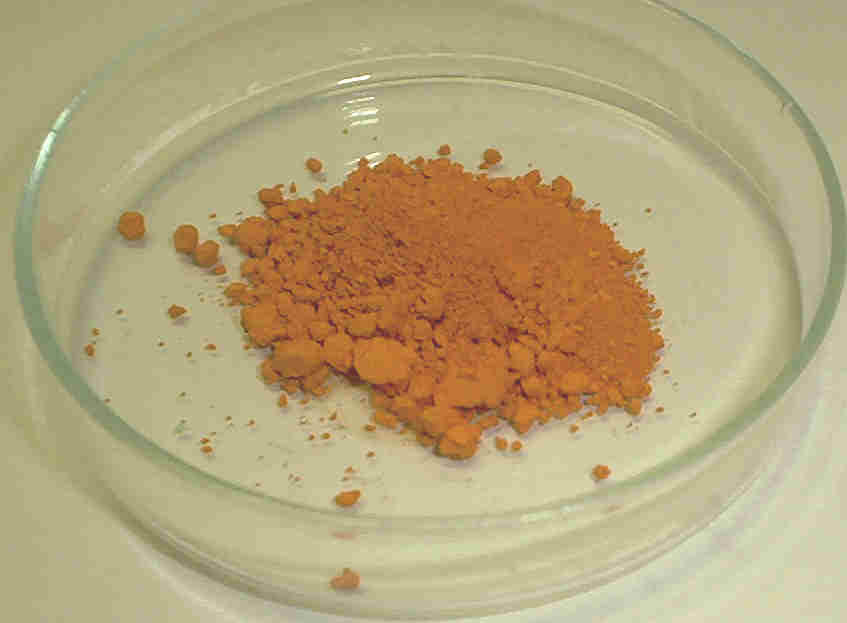
Orange de chrome

L'orange de chrome ou orangé de chrôme est un oxyde mixte de formule chimique Pb2CrO5. Il peut être fabriqué grâce à la réaction d'un sel de plomb(II) avec la solution alcaline d'un chromate ou en traitant du jaune de chrome (PbCrO4) avec une solution fortement basique.
Le Colour Index l'enregistre sous le numéro PO 21.

## Synthèse et nanoparticules
La substance Pb2CrO5 peut être synthétisée par un procédé de précipitation gaz-liquide. En variant le pH, on contrôle l'apparition de PbCrO4 ou de Pb2CrO5.
Les nanocristaux orthorhombiques peuvent être synthétisés sélectivement dans une solution facile à température ambiante pour Pb2CrO5.
À l'aide d'une méthode de chimie aux micro-ondes, des nanocristaux organisés sous forme de faisceaux et de tiges d'orange de chrome sont produits. Les paquets ressemblent à des bottes de paille, fixées au milieu. En solution basique, du Pb2CrO5 monocristallin pourrait être formé en chauffant de l'acétate de plomb et du bichromate de potassium dans un faisceau micro-ondes pendant seulement 10 minutes à 90 degrés Celsius. Ce procédé est simple, rapide et n'utilise pas de tensioactifs. La présence d'hydroxyde modifie la phase qui se crée. En utilisant de l'hydroxyde de sodium, on produit du Pb2CrO5 monoclinique. Les structures en forme de faisceaux et de tiges sont sensibles à l'irradiation par faisceau d'électrons, qui les transformera en de nombreuses petites particules.

## Propriétés
L'énergie libre de Gibbs de Pb2CrO5, déterminée en 2010, est 
ΔfG°mPb2CrO5(s)±0,30/(kJ•mol-1) = -1161,3+0,4059(T/K) (859≤T/K≤1021).
L'orange de chrome en électrodes minces est photorécepteur en lumière visible jusqu'à 550 nanomètres.

## Synthèse de pigments
Dans un catalogue publié vers 1835, le fabricant de couleurs fines pour artistes Winsor & Newton identifie dix voies de synthèse pour produire l'orange de chrome, également appelé jaune foncé. Décrit comme un « rouge jaunâtre ou parfois un beau rouge profond », il est composé de chromate de plomb(II) (PbCrO4) mélangé à du chromate basique de plomb (Pb2CrO5) dans des conditions alcalines. Un jaune profond peut être créé en utilisant du chromate et du sulfate de plomb.
CrO42- + H2SO4 + Pb(Ac)2 • 2Pb(OH)2 → PbCrO4 + Pb2CrO5 à un pH d'environ 7 est la synthèse.
Winsor & Newton utilisait le contrôle du pH pour créer des pigments allant du jaune pâle à l'orange de chrome foncé. Le produit résultant avait une grande stabilité à la lumière, qualité recherchée par les artistes et les collectionneurs.

## Histoire
La crocoïte minérale naturelle a été découverte en 1797 par le chimiste Louis Vauquelin ; l'orange de chrome a été synthétisé comme pigment en 1809. Le Pb2CrO5 se trouve sous forme minérale sous la forme de phénicochroïte (en), un minéral monoclinique, rouge et translucide trouvé dans divers endroits à travers le monde, comme la Russie, les États-Unis et le Chili.

## Usage comme pigment

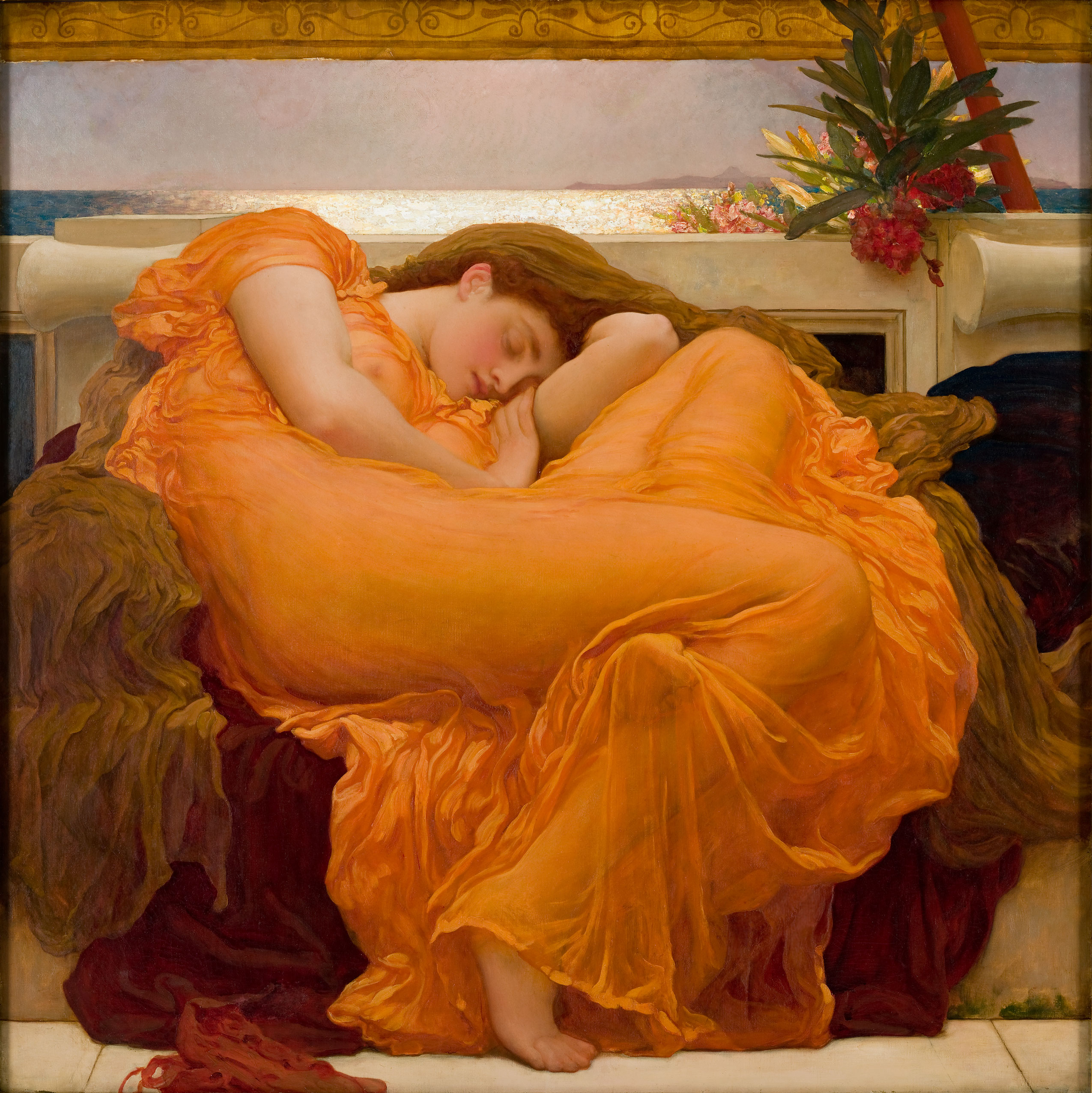
Frederic Leighton a utilisé l'orangé de chrome pour la robe de June flamboyante, 1895 (Musée d'Art de Ponce).

La couleur des jaunes et orangés de chromate de plomb dépend principalement de la taille de leurs particules. Ils sont d'autant plus rouges qu'elles sont grandes, avec une très bonne saturation. Un traitement de stabilisation les rend un peu plus solides à la lumière (PRV2).
L'orange de chrome peut avoir une couleur allant de l'orange clair à l'orange foncé et n'est plus produit en tant que pigment. Il a également été connu sous le nom de rouge Derby, rouge persan et rouge Victoria. Certains peintres impressionnistes l'ont utilisé au XIXe siècle. C'est lLe pigment jaune-orange du bateau dans le tableau de Renoir de 1879, La Seine à Asnières (National Gallery de Londres),. Le peintre anglais Frederic Leighton l'a utilisé dans le tableau préraphaélite June Flamboyante de 1895 (Musée d'Art de Ponce).